# Lapalisse
Lapalisse is een gemeente in het Franse departement Allier in de regio Auvergne-Rhône-Alpes. De plaats maakt deel uit van het arrondissement Vichy. Lapalisse telde op 1 januari 2022 3.127 inwoners.

## Geografie
De oppervlakte van Lapalisse bedroeg op 1 januari 2022 33,01 vierkante kilometer; de bevolkingsdichtheid was toen 94,7 inwoners per km². Lapalisse ligt aan de Besbre.
De provinciale weg N7 vanuit het noordelijker gelegen Moulins loopt in een nieuwe rondweg om het dorp heen. Het dorp is niet per trein bereikbaar.

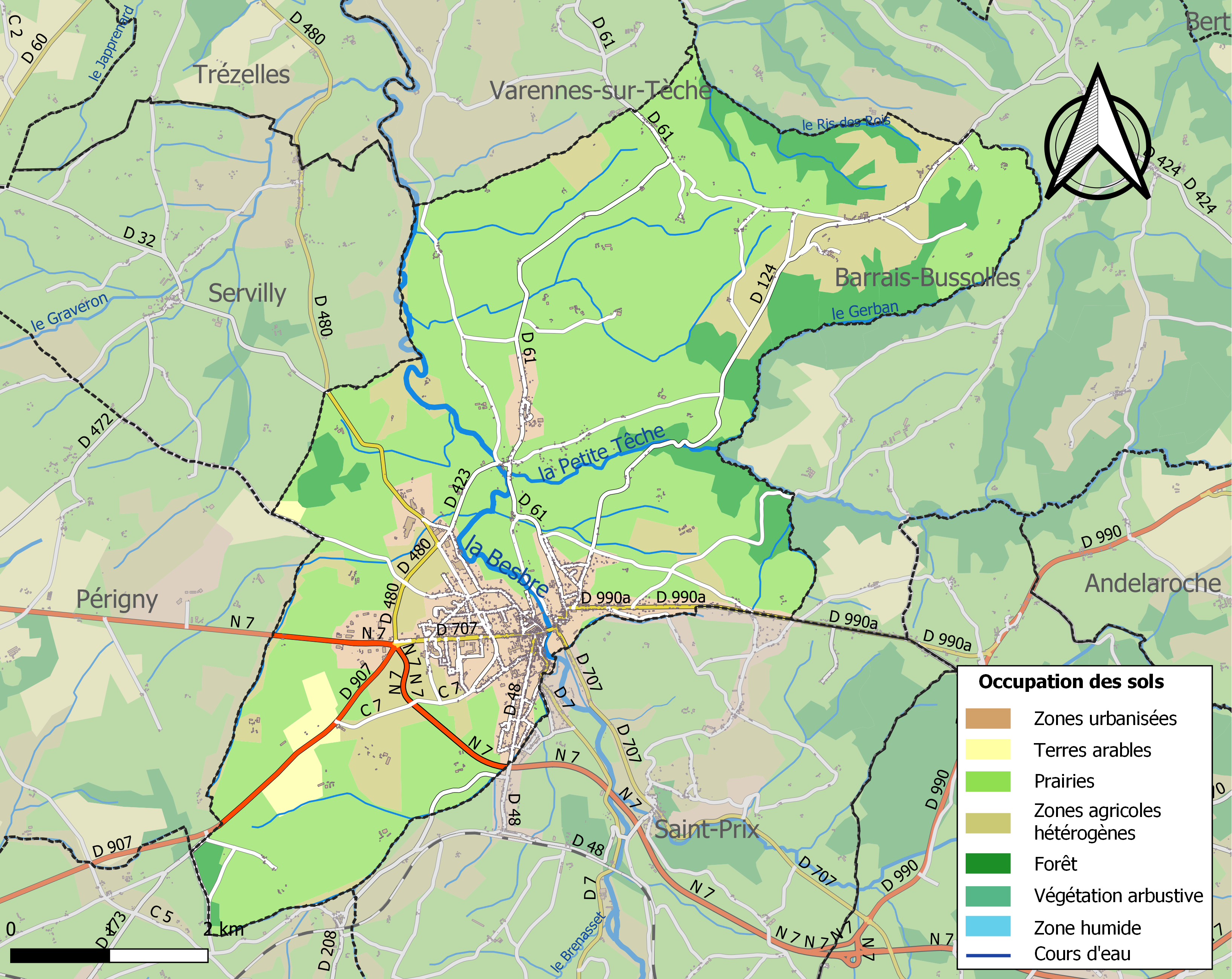
Kaart van de gemeente met de belangrijkste infrastructuur, bodemgebruik en omliggende gemeenten

## Bezienswaardigheden
- In Lapalisse bevindt zich het Château de La Palice. Het kasteel werd gebouwd tussen de 11e en de 16e eeuw en heeft een gotische kapel.
- In het dorp staan enige monumentale oude huizen.
- Op de Allier kunnen geoefende watersportliefhebbers kanovaren en kajakken.

## Demografie
Onderstaande figuur toont het verloop van het inwonertal (bron: INSEE-tellingen).
Vanwege een beveiligingsprobleem met de MediaWiki Graph-software is het momenteel niet mogelijk deze grafiek weer te geven. Zodra de software is bijgewerkt zal de grafiek vanzelf weer zichtbaar worden.

## Wapen
Er worden twee wapens van Lapalisse gegeven:
 
Het rood gestreepte wordt thans als officieel beschouwd.